# 치비타노바델산니오
치비타노바델산니오(이탈리아어: Civitanova del Sannio)는 이탈리아 몰리세주 이세르니아도의 코무네다. 캄포바소로부터 북서쪽 25km 이세르니아 북동쪽 15km 거리에 있다.